# Meredith McGrath
Pour les articles homonymes, voir McGrath.
Meredith McGrath (née le 28 avril 1971) est une joueuse de tennis américaine, professionnelle de 1988 à 1998.
En 1996, elle a joué les demi-finales à Wimbledon (battue par Arantxa Sánchez Vicario), sa meilleure performance en Grand Chelem. 
Elle a gagné 28 tournois WTA au cours de sa carrière, dont 25 en double.

## Palmarès

### Titres en simple dames
| No | Date       | Nom et lieu du tournoi            | Catégorie | Dotation  | Surface      | Finaliste        | Score         |          |
| -- | ---------- | --------------------------------- | --------- | --------- | ------------ | ---------------- | ------------- | -------- |
| 1  | 14/02/1994 | IGA Tennis Classic, Oklahoma City | Tier III  | 150 000 $ | Dur (int.)   | Brenda Schultz   | 7-6, 7-6      | Parcours |
| 2  | 13/06/1994 | Volkswagen Cup, Eastbourne        | Tier II   | 400 000 $ | Gazon (ext.) | Linda Wild       | 6-2, 6-4      | Parcours |
| 3  | 10/06/1996 | DFS Classic, Birmingham           | Tier III  | 164 250 $ | Gazon (ext.) | Nathalie Tauziat | 2-6, 6-4, 6-4 | Parcours |

### Finale en simple dames
Aucune.

### Titres en double dames
| No | Date       | Nom et lieu du tournoi                    | Catégorie | Dotation  | Surface         | Partenaire       | Finalistes                        | Score         |          |
| -- | ---------- | ----------------------------------------- | --------- | --------- | --------------- | ---------------- | --------------------------------- | ------------- | -------- |
| 1  | 06/11/1989 | Virginia Slims of Nashville Nashville     | Tier V    | 100 000 $ | Dur (int.)      | Manon Bollegraf  | Natalia Medvedeva Leila Meskhi    | 1-6, 7-6, 7-6 | Parcours |
| 2  | 05/02/1990 | Breyers Tennis Classic Wichita            | Tier IV   | 150 000 $ | Moquette (int.) | Manon Bollegraf  | Mary Lou Piatek Wendy White       | 6-0, 6-2      | Parcours |
| 3  | 06/08/1990 | Virginia Slims of Albuquerque Albuquerque | Tier IV   | 150 000 $ | Dur (ext.)      | Anne Smith       | Peanut Louie Wendy White          | 7-6, 6-4      | Parcours |
| 4  | 29/10/1990 | Virginia Slims of California Oakland      | Tier II   | 350 000 $ | Moquette (int.) | Anne Smith       | Rosalyn Fairbank Robin White      | 2-6, 6-0, 6-4 | Parcours |
| 5  | 05/11/1990 | Jello Classic Indianapolis                | Tier IV   | 150 000 $ | Dur (int.)      | Patty Fendick    | Katrina Adams Jill Hetherington   | 6-1, 6-1      | Parcours |
| 6  | 18/02/1991 | Virginia Slims of Oklahoma Oklahoma City  | Tier IV   | 150 000 $ | Dur (int.)      | Anne Smith       | Katrina Adams Jill Hetherington   | 6-2, 6-4      | Parcours |
| 7  | 19/04/1993 | Women’s Open Kuala Lumpur                 | Tier IV   | 100 000 $ | Dur (int.)      | Patty Fendick    | Nicole Arendt Kristine Radford    | 6-4, 7-6      | Parcours |
| 8  | 11/10/1993 | Open Languedoc-Roussillon Montpellier     | Tier IV   | 100 000 $ | Moquette (int.) | Claudia Porwik   | Janette Husárová Dominique Monami | 3-6, 6-2, 7-6 | Parcours |
| 9  | 01/11/1993 | Bank of the West Classic Oakland          | Tier II   | 375 000 $ | Moquette (int.) | Patty Fendick    | Amanda Coetzer Inés Gorrochategui | 6-2, 6-0      | Parcours |
| 10 | 10/01/1994 | Peters NSW Open Sydney                    | Tier II   | 300 000 $ | Dur (ext.)      | Patty Fendick    | Jana Novotná Arantxa Sánchez      | 6-2, 6-3      | Parcours |
| 11 | 14/02/1994 | IGA Tennis Classic Oklahoma City          | Tier III  | 150 000 $ | Dur (int.)      | Patty Fendick    | Katrina Adams Manon Bollegraf     | 7-6, 6-2      | Parcours |
| 12 | 11/04/1994 | Volvo Open Pattaya                        | Tier IV   | 100 000 $ | Dur (ext.)      | Patty Fendick    | Yayuk Basuki Nana Miyagi          | 7-6, 3-6, 6-3 | Parcours |
| 13 | 18/04/1994 | Singapore Classic Kallang                 | Tier IV   | 100 000 $ | Dur (ext.)      | Patty Fendick    | Nicole Arendt Kristine Radford    | 6-4, 6-1      | Parcours |
| 14 | 15/08/1994 | Matinee Ltd. - Canadian Open Montréal     | Tier I    | 750 000 $ | Dur (ext.)      | Arantxa Sánchez  | Pam Shriver Elizabeth Smylie      | 2-6, 6-2, 6-4 | Parcours |
| 15 | 22/08/1994 | OTB International Schenectady             | Tier III  | 150 000 $ | Dur (ext.)      | Larisa Neiland   | Pam Shriver Elizabeth Smylie      | 6-2, 6-2      | Parcours |
| 16 | 26/09/1994 | International GP Leipzig                  | Tier II   | 400 000 $ | Moquette (int.) | Patty Fendick    | Manon Bollegraf Larisa Neiland    | 6-4, 6-4      | Parcours |
| 17 | 13/02/1995 | Open Gaz de France Paris                  | Tier II   | 430 000 $ | Moquette (int.) | Larisa Neiland   | Manon Bollegraf Rennae Stubbs     | 6-4, 6-1      | Parcours |
| 18 | 20/02/1995 | EA-Generali Ladies Linz                   | Tier III  | 161 250 $ | Moquette (int.) | Nathalie Tauziat | Iva Majoli Petra Ritter           | 6-1, 6-2      | Parcours |
| 19 | 24/05/1995 | World Doubles Cup Édimbourg               |           | 188 125 $ | Terre (ext.)    | Larisa Neiland   | Manon Bollegraf Rennae Stubbs     | 6-2, 7-6      | Parcours |
| 20 | 18/09/1995 | Moscow Ladies Open Moscou                 | Tier III  | 161 250 $ | Moquette (int.) | Larisa Neiland   | Anna Kournikova Aleksandra Olsza  | 6-1, 6-0      | Parcours |
| 21 | 25/09/1995 | Sparkassen Cup Leipzig                    | Tier II   | 430 000 $ | Moquette (int.) | Larisa Neiland   | Brenda Schultz Caroline Vis       | 6-4, 6-4      | Parcours |
| 22 | 16/10/1995 | Brighton International Brighton           | Tier II   | 430 000 $ | Moquette (int.) | Larisa Neiland   | Lori McNeil Helena Suková         | 7-5, 6-1      | Parcours |
| 23 | 19/02/1996 | Faber Grand Prix Essen                    | Tier II   | 450 000 $ | Moquette (int.) | Larisa Neiland   | Lori McNeil Helena Suková         | 3-6, 6-3, 6-2 | Parcours |
| 24 | 26/02/1996 | EA-Generali Ladies Linz                   | Tier III  | 164 250 $ | Moquette (int.) | Manon Bollegraf  | Rennae Stubbs Helena Suková       | 6-4, 6-4      | Parcours |
| 25 | 13/05/1996 | German Open Berlin                        | Tier I    | 926 250 $ | Terre (ext.)    | Larisa Neiland   | Martina Hingis Helena Suková      | 6-1, 5-7, 7-6 | Parcours |

### Finales en double dames
| No | Date       | Nom et lieu du tournoi                    | Catégorie | Dotation    | Surface         | Vainqueures                         | Partenaire      | Score         |          |
| -- | ---------- | ----------------------------------------- | --------- | ----------- | --------------- | ----------------------------------- | --------------- | ------------- | -------- |
| 1  | 12/06/1989 | Dow Classic Birmingham                    | Tier V    | 150 000 $   | Gazon (ext.)    | Larisa Savchenko Natasha Zvereva    | Pam Shriver     | 7-5, 5-7, 6-0 | Parcours |
| 2  | 12/09/1990 | World Doubles Championships Orlando       |           | 175 000 $   | Moquette (int.) | Larisa Neiland Natasha Zvereva      | Manon Bollegraf | 6-4, 6-1      | Parcours |
| 3  | 04/03/1991 | Virginia Slims of Florida Boca Raton      | Tier I    | 500 000 $   | Dur (ext.)      | Larisa Neiland Natasha Zvereva      | Anne Smith      | 6-4, 7-6      | Parcours |
| 4  | 12/04/1993 | Volvo Open Pattaya                        | Tier IV   | 100 000 $   | Dur (ext.)      | Cammy MacGregor Catherine Suire     | Patty Fendick   | 6-3, 7-6      | Parcours |
| 5  | 17/01/1994 | Ford Australian Open Melbourne            | G. Chelem | 2 426 000 $ | Dur (ext.)      | Gigi Fernández Natasha Zvereva      | Patty Fendick   | 6-3, 4-6, 6-4 | Parcours |
| 6  | 11/03/1994 | The Lipton Championships Miami            | Tier I    | 1 000 000 $ | Dur (ext.)      | Gigi Fernández Natasha Zvereva      | Patty Fendick   | 6-3, 6-1      | Parcours |
| 7  | 03/10/1994 | European Indoors Zurich                   | Tier I    | 750 000 $   | Moquette (int.) | Manon Bollegraf Martina Navrátilová | Patty Fendick   | 7-6, 6-1      | Parcours |
| 8  | 09/10/1995 | Porsche Tennis GP Filderstadt             | Tier II   | 430 000 $   | Dur (int.)      | Gigi Fernández Natasha Zvereva      | Larisa Neiland  | 5-7, 6-1, 6-4 | Parcours |
| 9  | 06/11/1995 | Advanta Championships Philadelphie        | Tier I    | 806 250 $   | Moquette (int.) | Lori McNeil Helena Suková           | Larisa Neiland  | 4-6, 6-3, 6-4 | Parcours |
| 10 | 21/03/1996 | The Lipton Championships Miami            | Tier I    | 1 550 000 $ | Dur (ext.)      | Jana Novotná Arantxa Sánchez        | Larisa Neiland  | 6-4, 6-4      | Parcours |
| 11 | 08/04/1996 | Bausch & Lomb Championships Amelia Island | Tier II   | 450 000 $   | Terre (ext.)    | Chanda Rubin Arantxa Sánchez        | Larisa Neiland  | 6-1, 6-1      | Parcours |
| 12 | 24/06/1996 | The Championships Wimbledon               | G. Chelem | 3 392 408 $ | Gazon (ext.)    | Martina Hingis Helena Suková        | Larisa Neiland  | 5-7, 7-5, 6-1 | Parcours |
| 13 | 12/01/1998 | Sydney International Sydney               | Tier II   | 342 500 $   | Dur (ext.)      | Martina Hingis Helena Suková        | Katrina Adams   | 6-1, 6-2      | Parcours |

### Titre en double mixte
| No | Date       | Nom et lieu du tournoi   | Catégorie | Dotation    | Surface    | Partenaire  | Finalistes               | Score    |          |
| -- | ---------- | ------------------------ | --------- | ----------- | ---------- | ----------- | ------------------------ | -------- | -------- |
| 1  | 28/08/1995 | US Open Flushing Meadows | G. Chelem | 4 271 000 $ | Dur (ext.) | Matt Lucena | Gigi Fernández Cyril Suk | 6-4, 6-4 | Parcours |

### Finale en double mixte
| No | Date       | Nom et lieu du tournoi   | Catégorie | Dotation    | Surface    | Vainqueures               | Partenaire | Score         |          |
| -- | ---------- | ------------------------ | --------- | ----------- | ---------- | ------------------------- | ---------- | ------------- | -------- |
| 1  | 28/08/1989 | US Open Flushing Meadows | G. Chelem | 2 138 000 $ | Dur (ext.) | Robin White Shelby Cannon | Rick Leach | 3-6, 6-2, 7-5 | Parcours |

## Parcours en Grand Chelem

### En simple
| Année | Open d'Australie | Open d'Australie | Internationaux de France | Internationaux de France | Wimbledon       | Wimbledon         | US Open         | US Open           |
| ----- | ---------------- | ---------------- | ------------------------ | ------------------------ | --------------- | ----------------- | --------------- | ----------------- |
| 1989  | -                | -                | 1er tour (1/64)          | Rene Simpson             | 1er tour (1/64) | Hu Na             | 1er tour (1/64) | Jana Novotná      |
| 1990  | -                | -                | -                        | -                        | 2e tour (1/32)  | Steffi Graf       | 1er tour (1/64) | Laura Arraya      |
| 1991  | -                | -                | 1er tour (1/64)          | Kristin Godridge         | -               | -                 | -               | -                 |
| 1993  | -                | -                | -                        | -                        | 4e tour (1/8)   | Steffi Graf       | 2e tour (1/32)  | Steffi Graf       |
| 1994  | 2e tour (1/32)   | Kimiko Date      | 1er tour (1/64)          | Petra Begerow            | 3e tour (1/16)  | Gabriela Sabatini | 2e tour (1/32)  | Gabriela Sabatini |
| 1995  | 1er tour (1/64)  | Helena Suková    | 2e tour (1/32)           | Katarzyna Nowak          | 1er tour (1/64) | Laurence Courtois | 1er tour (1/64) | Elena Makarova    |
| 1996  | 1er tour (1/64)  | Tina Križan      | 1er tour (1/64)          | Sandra Cecchini          | 1/2 finale      | Arantxa Sánchez   | -               | -                 |
| 1998  | 1er tour (1/64)  | Yuka Yoshida     | -                        | -                        | -               | -                 | -               | -                 |

À droite du résultat, l’ultime adversaire.

### En double dames
| Année | Open d'Australie              | Open d'Australie          | Internationaux de France      | Internationaux de France    | Wimbledon                    | Wimbledon                   | US Open                     | US Open                    |
| ----- | ----------------------------- | ------------------------- | ----------------------------- | --------------------------- | ---------------------------- | --------------------------- | --------------------------- | -------------------------- |
| 1988  | -                             | -                         | -                             | -                           | -                            | -                           | 1er tour (1/32) Kimberly Po | B. Cordwell J. Richardson  |
| 1989  | -                             | -                         | -                             | -                           | 1er tour (1/32) Patricia Hy  | Beth Herr C. Reynolds       | 2e tour (1/16) Sandra Birch | Lise Gregory Gretchen Rush |
| 1990  | -                             | -                         | -                             | -                           | 2e tour (1/16) J. Capriati   | Katrina Adams Lori McNeil   | 1er tour (1/32) J. Capriati | G. Fernández Navrátilová   |
| 1991  | -                             | -                         | 1/4 de finale Kathy Jordan    | L. Neiland N. Zvereva       | -                            | -                           | -                           | -                          |
| 1993  | -                             | -                         | 1er tour (1/32) Patty Fendick | Pam Shriver E. Smylie       | 2e tour (1/16) Patty Fendick | Jo-Anne Faull J. Richardson | 3e tour (1/8) Patty Fendick | A. Sánchez Helena Suková   |
| 1994  | Finale Patty Fendick          | G. Fernández N. Zvereva   | 3e tour (1/8) Patty Fendick   | A. Coetzer Gorrochategui    | 3e tour (1/8) Patty Fendick  | Nicole Arendt K. Radford    | 1/4 de finale Patty Fendick | L. Neiland G. Sabatini     |
| 1995  | 3e tour (1/8) Rennae Stubbs   | K. Boogert N. Jagerman    | 3e tour (1/8) L. Neiland      | Katrina Adams Zina Garrison | 1/2 finale L. Neiland        | G. Fernández N. Zvereva     | 3e tour (1/8) L. Neiland    | Hetherington K. Radford    |
| 1996  | 1/2 finale L. Neiland         | L. Davenport MJ Fernández | 1/2 finale L. Neiland         | G. Fernández N. Zvereva     | Finale L. Neiland            | M. Hingis Helena Suková     | -                           | -                          |
| 1998  | 1er tour (1/32) Katrina Adams | A. Coetzer Anke Huber     | -                             | -                           | -                            | -                           | -                           | -                          |

Sous le résultat, la partenaire ; à droite, l’ultime équipe adverse.

### En double mixte
| Année | Open d'Australie              | Open d'Australie            | Internationaux de France    | Internationaux de France  | Wimbledon                    | Wimbledon                  | US Open                    | US Open                    |
| ----- | ----------------------------- | --------------------------- | --------------------------- | ------------------------- | ---------------------------- | -------------------------- | -------------------------- | -------------------------- |
| 1988  | -                             | -                           | -                           | -                         | -                            | -                          | 1/4 de finale Scott Davis  | R. Fairbank T. Woodbridge  |
| 1989  | -                             | -                           | -                           | -                         | 1er tour (1/32) Brian Levine | Gretchen Rush Kelly Jones  | Finale Rick Leach          | Robin White Shelby Cannon  |
| 1990  | -                             | -                           | -                           | -                         | 2e tour (1/16) P. McEnroe    | Jo Durie Jeremy Bates      | 1/2 finale M. Woodforde    | N. Zvereva Jim Pugh        |
| 1991  | -                             | -                           | 3e tour (1/8) T. Woodbridge | L. Neiland Libor Pimek    | -                            | -                          | -                          | -                          |
| 1993  | -                             | -                           | 2e tour (1/16) P. McEnroe   | E. Maniokova A. Olhovskiy | 3e tour (1/8) Luke Jensen    | Navrátilová M. Woodforde   | 2e tour (1/8) Luke Jensen  | Kathy Rinaldi P. Galbraith |
| 1994  | 2e tour (1/8) S. Melville     | G. Fernández Cyril Suk      | 1/2 finale S. Melville      | K. Boogert Menno Oosting  | 1/4 de finale M. Woodforde   | Pam Shriver Byron Black    | 1/4 de finale M. Woodforde | Elna Reinach P. Galbraith  |
| 1995  | 1er tour (1/16) J. Fitzgerald | Helena Suková T. Woodbridge | 2e tour (1/16) J. Stark     | P. Tarabini D. Orsanic    | 1er tour (1/32) Lan Bale     | Linda Wild Brian MacPhie   | Victoire Matt Lucena       | G. Fernández Cyril Suk     |
| 1996  | 1/4 de finale Matt Lucena     | L. Neiland M. Woodforde     | 3e tour (1/8) Matt Lucena   | L. Neiland M. Woodforde   | 2e tour (1/16) Matt Lucena   | R. McQuillan D. Macpherson | -                          | -                          |
| 1998  | 1er tour (1/16) Jack Waite    | Helena Suková Cyril Suk     | -                           | -                         | -                            | -                          | -                          | -                          |

Sous le résultat, le partenaire ; à droite, l’ultime équipe adverse.

## Parcours aux Masters

### En double dames
| # | Date       | Nom de l'édition                      | ($)       | Surface         | Résultat   | Partenaire     | Ultimes adversaires            | Score         |          |
| - | ---------- | ------------------------------------- | --------- | --------------- | ---------- | -------------- | ------------------------------ | ------------- | -------- |
| 1 | 14/11/1994 | Virginia Slims Championships New York | 3 500 000 | Moquette (int.) | 1/2 finale | Patty Fendick  | Gigi Fernández Natasha Zvereva | 4-6, 7-6, 6-2 | Parcours |
| 2 | 13/11/1995 | WTA Tour Championships New York       | 2 000 000 | Moquette (int.) | 1/2 finale | Larisa Neiland | Gigi Fernández Natasha Zvereva | 6-4, 6-2      | Parcours |
| 3 | 18/11/1996 | Chase Championships New York          | 2 000 000 | Moquette (int.) | 1/2 finale | Larisa Neiland | Jana Novotná Arantxa Sánchez   | 6-2, 6-2      | Parcours |

## Classements WTA en fin de saison

### En simple
| Année | 1988 | 1989 | 1990 | 1991 | 1993 | 1994 | 1995 | 1996 | 1998 |
| Rang  | 388  | 93   | 28   | 162  | 66   | 39   | 61   | 26   | 312  |

Source : (en) « Classements de Meredith McGrath », sur le site officiel du WTA Tour

### En double
| Année | 1989 | 1990 | 1991 | 1993 | 1994 | 1995 | 1996 | 1998 |
| Rang  | 33   | 16   | 35   | 23   | 6    | 7    | 8    | 120  |

Source : (en) « Classements de Meredith McGrath », sur le site officiel du WTA Tour